# III edició dels Premis Ariel
La III edició dels Premis Ariel, organitzada per l'Acadèmia Mexicana d'Arts i Ciències Cinematogràfiques (AMACC), es va celebrar el 1948 per celebrar el millor del cinema durant l’any anterior

## Premis i nominacions[1]
Nota:
Els guanyadors estan llistats primer i destacats en negreta.⭐
| Millor pel·lícula - La Perla - Aguila Films⭐ - Cinco rostros de mujer - Clasa Films Mundiales - El buen mozo – Antoni Monplet                                                                     | Millor direcció - Emilio Fernández - La Perla⭐ - Antoni Monplet i Guerra - El buen mozo - Miguel Zacarías - Soledad                                                           |
| Millor actor - Pedro Armendáriz - La Perla com Quino⭐ - Pedro Infante - Cuando lloran los valientes com Agapito Treviño - Julián Soler - El secreto de Juan Palomo                                | Millor actriu - Blanca Estela Pavón - Cuando lloran los valientes com Cristina⭐ - María Teresa Esquella - El yugo com Teresa - María Elena Marqués - La Perla com Juana       |
| Millor coactuació masculina - Victor Manuel Mendoza - Cuando lloran los valientes com el coronel José Luis Arteche ⭐ - Rafael Alcayde - Soledad com Arturo - Rubén Rojo Aura – Soledad com Carlos | Millor coactuació femenina - Marga López - Soledad com Evangelina⭐ - Fanny Schiller - A media luz com Fru-Fru - Blanca Estela Pavón - Vuelven los García com Juan Simón López |
| Millor argument original - Cinco rostros de mujer - Yolanda Vargas Dulché⭐ - El ladrón - Julio Bracho - Los tres García - Arturo Manrique, Ismael Rodríguez Ruelas i Rogelio A. González          | Millor guió adaptat - El buen mozo - Leopoldo Baeza y Aceves, Tito Davison i Xavier Villaurutia⭐ - A media luz - Rafael Solana - La Perla - Emilio Fernández                  |
| Millor fotografia - La Perla - Gabriel Figueroa ⭐ - A media luz - Raúl Martínez Solares - Cinco rostros de mujer - Agustín Martínez Solares                                                       | Millor edició - Cinco rostros de mujer - Jorge Bustos ⭐ - El buen mozo - Mario González - La Perla - Gloria Schoemann                                                         |
| Millor escenografia - El buen mozo - Edward Fitzgerald ⭐ - La vida íntima de Marco Antonio y Cleopatra - Luis Moya - Los siete niños de Ecija - Javier Torres Torija                              | Millor música de fons - Los siete niños de Ecija - Luis Hernández Bretón ⭐ - Cinco rostros de mujer - Eduardo Herrera Moncado - La Perla - Antonio Díaz Conde                 |
| Millor so - El buen mozo - Rodolfo Benítez ⭐ - ¡A volar joven! - José B. Carles - Soledad - Fernando Barrera                                                                                      | Millor actor de repartiment - Juan García - La Perla ⭐ - Gilberto González - La Perla - Rogelio A. González - Vuelven los García com León López                               |
| Millor actriu de repartiment - Tita Merello - Cinco rostros de mujer com Margot⭐ - Anita Muriel - El secreto de Juan Palomo - Maruja Grifell - Todo un caballero com Mme. Du Barry                | |

## Premis i nominacions múltiples
| Pel·lícula                  | Nominacions | Premis |
| --------------------------- | ----------- | ------ |
| La Perla                    | 10          | 5      |
| Cinco rostros de mujer      | 6           | 2      |
| El buen mozo                | 6           | 3      |
| Soledad                     | 5           | 1      |
| A media luz                 | 3           | 0      |
| Cuando lloran los valientes | 3           | 2      |
| El secreto de Juan Palomo   | 2           | 0      |
| Los siete niños de Ecija    | 2           | 1      |
| Vuelven los García          | 2           | 0      |